# Liste der Wappen im Kreis Kleve
Diese Liste beinhaltet alle in der Wikipedia gelisteten Wappen des Kreises Kleve in Nordrhein-Westfalen, inklusive historischer Wappen. Alle Städte, Gemeinden und Kreise in Nordrhein-Westfalen führen ein Wappen. Sie sind über die Navigationsleiste am Ende der Seite erreichbar.

## Kreis Kleve

Wappen des Kreises Kleve
Der Kreis Kleve in Nordrhein-Westfalen

## Wappen der Städte und Gemeinden

Gemeinde Bedburg-Hau
Stadt Emmerich am Rhein
Stadt Geldern
Stadt Goch
Gemeinde Issum
Stadt Kalkar
Gemeinde Kerken
Stadt Kevelaer
Kreisstadt Kleve
Gemeinde Kranenburg
Stadt Rees
Gemeinde Rheurdt
Stadt Straelen
Gemeinde Uedem
Gemeinde Wachtendonk
Gemeinde Weeze

## Wappen der Ortsteile

### Bedburg-Hau

Hasselt
Hau
Huisberden
Louisendorf
Qualburg
Schneppenbaum
Till-Moyland

### Emmerich am Rhein

Elten
Amt Vrasselt

### Geldern

Kapellen
Pont
Veert
Vernum
Walbeck

### Goch

Nierswalde
Pfalzdorf

### Issum

Issum (Altgem.)
Sevelen

### Kalkar

Grieth
Niedermörmter

### Kerken

Amt Aldekerk
Nieukerk

### Kevelaer

Alt-Kevelaer
Kervendonk
Kervenheim
Kleinkevelaer
Twisteden
Wetten
Winnekendonk

### Kleve

Düffelward
Griethausen
Keeken
Kellen
Materborn
Reichswalde
Rindern

### Rees

Bienen
Groin
Haffen-Mehr
Haldern
Heeren-Herken
Millingen

### Rheurdt

Rheurdt (Altgem.)
Schaephuysen

### Straelen

Herongen

- Herongen[18]

### Wachtendonk

Stadt Wachtendonk
Wankum

## Wappen der ehemaligen Landkreise

Kleve 1816–1983
Kreis Geldern
Kreis Moers
Kreis Rees

## Blasonierungen und Anmerkungen
1. ↑  Kreis Kleve:  „Der Kreis führt ein eigenes Wappen. Es zeigt im gespaltenen Schild vorn in Rot einen silbernen Herzschild, das Feld überdeckt von einer goldenen, achtstrahligen Lilienhaspel; hinten in Blau einen zweigeschwänzten, rot bewehrten und bezungten goldenen Löwen.“
 (§ 2 Abs.§ (1) der Hauptsatzung des Kreises Kleve (PDF; 69 kB), genehmigt am 31. Mai 1983)
2. ↑  Bedburg-Hau: „Geteilt; oben in Blau ein schwebendes goldenes (gelbes) Antoniuskreuz; unten in Gold (Gelb) eine fünfschenklige rote Lilienhaspel, belegt mit einem silbernen (weißen) Mühlstein.“
 (§ 2 der Hauptsatzung der Gemeinde Bedburg-Hau (Seite nicht mehr abrufbar, festgestellt im April 2019. Suche in Webarchiven)  Info: Der Link wurde automatisch als defekt markiert. Bitte prüfe den Link gemäß Anleitung und entferne dann diesen Hinweis., genehmigt am 13. März 1975)
3. ↑  Emmerich am Rhein: „Das Wappen ist ein im roten Wappenschild stehender gehenkelter weißer Eimer.“
 (§ 2 Abs.§ (1) der Hauptsatzung der Stadt Emmerich am Rhein, genehmigt im 14. Jahrhundert)
4. ↑  Geldern: „Das Wappen zeigt im blauen Schild einen rotgekrönten und -bewehrten doppelgeschwänzten goldenen (gelben) Löwen, unten begleitet von drei silbernen (weißen) Mispelblüten.“
 (§ 2 Abs.§ (2) der Hauptsatzung der Stadt Geldern (PDF; 833 kB), genehmigt am 8. April 1971)
5. ↑  Goch: „Das Wappen zeigt in von Blau und Gold (Gelb) erniedrigt geteiltem Schilde oben einen wachsenden, rot gekrönten und rot bewehrten, zwiegeschwänzten goldenen (gelben) Löwen, unten eine fünfblättrige rote Mispelblüte mit goldenem (gelbem) Butzen und goldenen (gelben) Kelchblättern.“
 (§ 2 Abs.§ (2) der Hauptsatzung der Stadt Goch, genehmigt 1970, es basiert auf einem Stadtsiegel aus dem 13. Jahrhundert.)
6. ↑  Issum: „Geteilt; oben in Silber (weiß) ein wachsender roter Hirsch; unten in Rot eine silberne (weiße) Mispelblüte zwischen drei, 2:1 gestellten, mit den Schäften zur Mispelblüte weisenden silbernen (weißen) Antoniuskreuzen.“
 (§ 2 Abs.§ (1) der Hauptsatzung der Gemeinde Issum (Memento vom 3. Januar 2011 im Internet Archive), genehmigt am 27. Juni 1973)
7. ↑  Kalkar: „Das Wappen der Stadt zeigt auf rotem Grund einen leeren silbernen Herzschild zwischen drei (2 : 1 gestellten) goldenen Zinnentürmen.“
 (§ 2 Abs.§ (2) der Hauptsatzung der Stadt Kalkar (Memento vom 12. Dezember 2007 im Internet Archive) (PDF; 228 kB), genehmigt 1974, es basiert auf einem Stadtsiegel aus dem 15. Jahrhundert.)
8. ↑  Kerken: „Von Rot und Silber (Weiß) gespalten. Vorn über einer silbernen (weißen) Rose in Rot eine silberne (weiße) Kirche mit stumpfem Helm, hinten in Silber (Weiß) eine rote Kirche mit spitzem Helm, darunter eine rote Rose.“
 (§ 2 Abs.§ (2) der Hauptsatzung der Gemeinde Kerken (Memento vom 25. März 2016 im Internet Archive), genehmigt am 16. November 1971)
9. ↑  Kevelaer: „Geteilt; oben in Blau eine goldene (gelbe) Mispelblüte mit roten Butzen und roten Kelchblättern; unten in Gold (Gelb) eine rote Lilie.“
 (§ 2 Abs.§ (2) der Hauptsatzung der Stadt Kevelaer (Memento vom 19. März 2013 im Internet Archive), genehmigt am 19. November 1973)
10. ↑  Kleve: „In Rot ein silberner Herzschild, begleitet von drei (2:1) goldenen Kleeblättern.“
 (§ 2 Abs.§ (1) der Hauptsatzung der Stadt Kleve Internetseite der Stadt Kleve, genehmigt 1955)
11. ↑  Kranenburg: „In Rot ein goldener (gelber) Zinnenturm, links und rechts flankiert von einer ansteigenden gleichfarbigen Zinnenmauer, auf der je ein dem Turm zugewendeter und ihn mit einem Bein berührender silberner (weißer) Kranich steht.“
 (§ 2 der Hauptsatzung der Gemeinde Kranenburg, genehmigt am 28. Juli 1972)
12. ↑  Rees: „Das Wappen entspricht dem Wappen der alten Stadt Rees, die Stadtrechte seit dem 14. Juli 1228 besitzt. In Rot ein silberner (weißer) Schlüssel, dessen Bart nach rechts zeigt.“
 (§ 2 Abs.§ (1) der Hauptsatzung der Stadt Rees Internetseite der Stadt Rees, genehmigt 1965, es basiert auf einem Stadtsiegel aus dem 14. Jahrhundert.)
13. ↑  Rheurdt: „In Blau im Visier ein silberner (weißer) Hirschkopf mit schwebendem goldenen (gelben) Kreuz zwischen dem Geweih, im Schildhaupt balkenweis drei goldene Äpfel.“
 (§ 2 Abs.§ (1) der Hauptsatzung der Gemeinde Rheurdt (Memento vom 26. November 2014 im Internet Archive), genehmigt am 11. August 1970)
14. ↑  Straelen: „In Silber (Weiß) ein steigender schwarzer Strahl (Pfeil).“
 (§ 2 Abs.§ (1) der Hauptsatzung der Stadt Straelen (Memento vom 26. Dezember 2010 im Internet Archive), genehmigt am 6. August 1971)
15. ↑  Uedem: „In Rot die silberne (weiße) Torburg mit drei Türmen, deren mittlerer breiter und höher ist als die begleitenden Seitentürme. Auf den Dächern goldene (gelbe) Knäufe, im offenen Tor goldenes (gelbes) Fallgitter. An der Stirnseite des Mittelturms das Klever Landeswappen mit seiner Helmzier (rotes gold (gelb) - gekröntes Stierhaupt) mit seinen rot-weißen Helmdecken.“
 (§ 2 Abs.§ (2) der Hauptsatzung der Gemeinde Uedem (Seite nicht mehr abrufbar, festgestellt im April 2019. Suche in Webarchiven)  Info: Der Link wurde automatisch als defekt markiert. Bitte prüfe den Link gemäß Anleitung und entferne dann diesen Hinweis., genehmigt am 30. Oktober 1971)
16. ↑  Wachtendonk: „Im goldenen (gelben) Feld ein aus dem unteren Schildrand wachsender zweigeschossiger roter Turm, wobei das untere Geschoss mit sechs, das obere Geschoss mit vier Zinnen versehen ist. Darüber schwebt eine rote Lilie.“
 (§ 2 Abs.§ (1) der Hauptsatzung der Gemeinde Wachtendonk, genehmigt am 30. Oktober 1971)
17. ↑  Weeze: „Gespalten und hinten geteilt; vorne in Blau eine silberne (weiße) Heiligenfigur mit goldenem (gelbem) Nimbus, in der Rechten ein goldenes (gelbes) Buch, in der Linken einen goldenen (gelben) Palmzweig; hinten oben in Gold (Gelb) ein schwarzer Drachenkopf, unten in Silber (Weiß) ein grüner Zweig mit fünf roten Rosen.“
 (§ 2 Abs.§ (1) der Hauptsatzung der Gemeinde Weeze, genehmigt am 26. April 1928)
18. ↑  Herongen: In Rot eine silberne (weiße) Schlange, sich um ein schwebendes gleichschenkliges goldenes (gelbes) Kreuz im Kreise windende geflügelte Schlange mit zwei Beinen und einen Hundskopf, die sich in das Schwanzende beißt.